# Бери-Сент-Эдмундс
Бери-Сент-Эдмундс (англ. Bury St Edmunds) — город в западной части графства Суффолк в Англии, Великобритания.

## География
Город расположен в восточной части Англии, в 60 километрах от побережья Северного моря. Административный центр неметрополитенского района (англ. non-metropolitan district) Сент-Эдмундсбери графства Суффолк региона Восточная Англия. Численность населения составляет 35 015 человек (на 2001 год).

## История
Бери-Сент-Эдмундс возник вокруг бенедиктинского аббатства, построенного в начале XI века, в котором похоронен восточно-английский король и католический святой Эдмунд Мученик, убитый в 870 году викингами. В Средние века аббатство превратилось в центр паломничества. В 1214 году, в церкви аббатства, во время борьбы за Великую хартию вольностей, собрались бароны Англии, чтобы принести клятву бороться за свои права и свободы с королём Иоанном Безземельным.
В XIV веке вокруг аббатства разрастается город, достигший расцвета в XVII—XVIII веках. Источником доходов горожан стало производство и продажа суконных и других тканей. Бенедиктинское аббатство было разрушено в XVI веке, во время английской Реформации, развитие же производства тканей в Бери было нарушено прошедшей в конце XVIII — первой половине XIX веков промышленной революцией.
Рядом с аббатством в Бери-Сент-Эдмундс находится кафедральный собор, который строился и перестраивался с начала XVI века до начала XXI века. В городе существует театр, основанный в эпоху Регентства. Ежегодно в мае в городе устраивается городской фестиваль — с танцами, играми, концертами и фейерверком.

## Промышленность
Бери-Сент-Эдмундс является всемирно известным центром пивоварения: здесь расположена крупнейшая пивоваренная компания королевства Greene King.

## Города-побратимы
- Кевелар, Германия
- Компьен, Франция

## Галерея

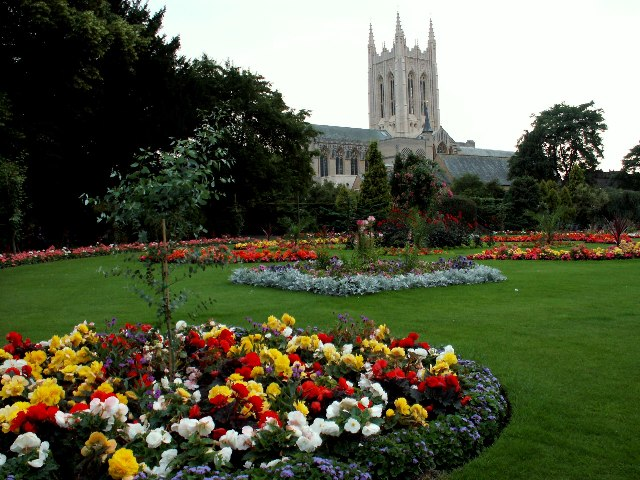
Сад аббатства с кафедральным собором
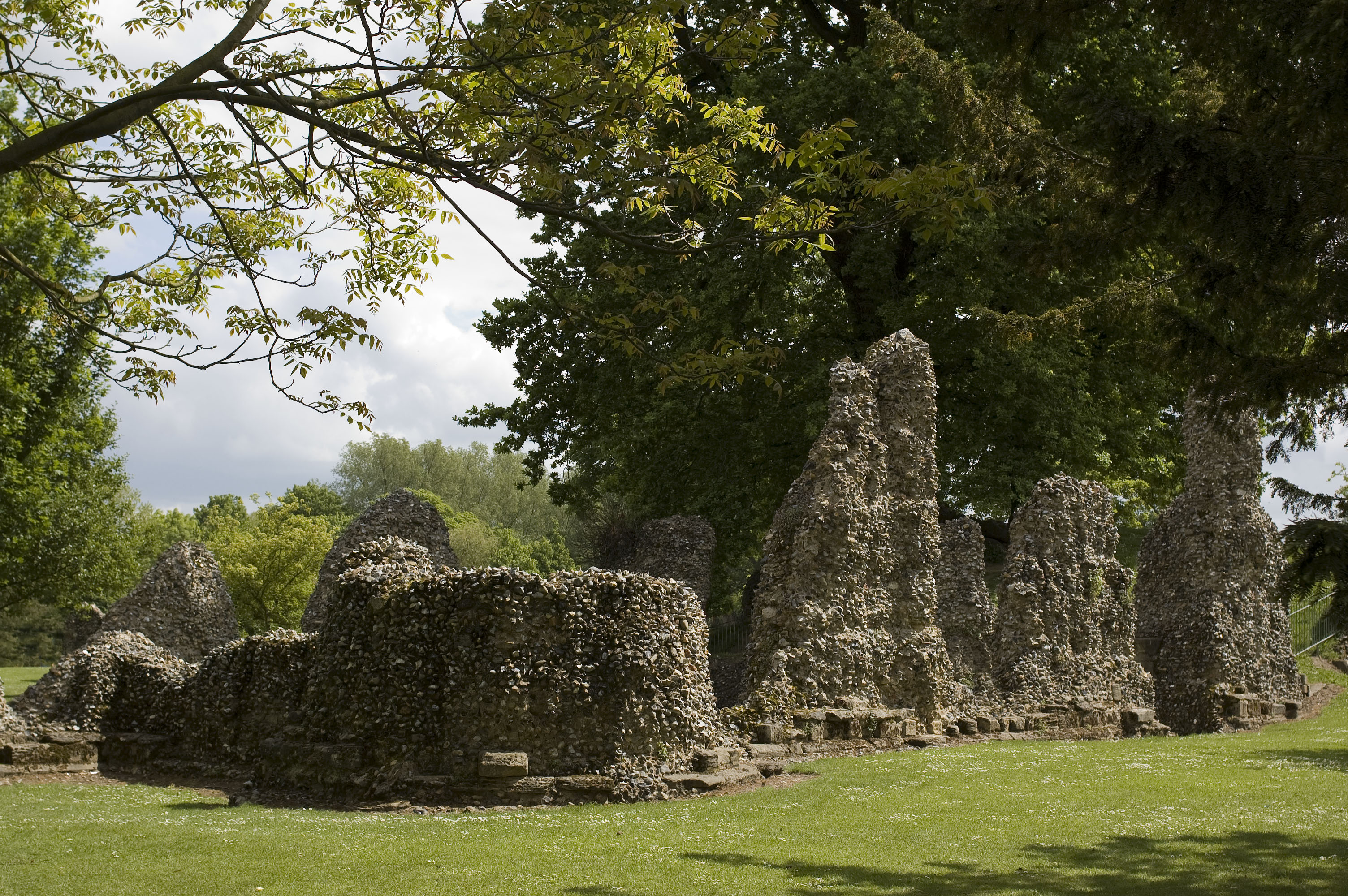
Руины аббатства
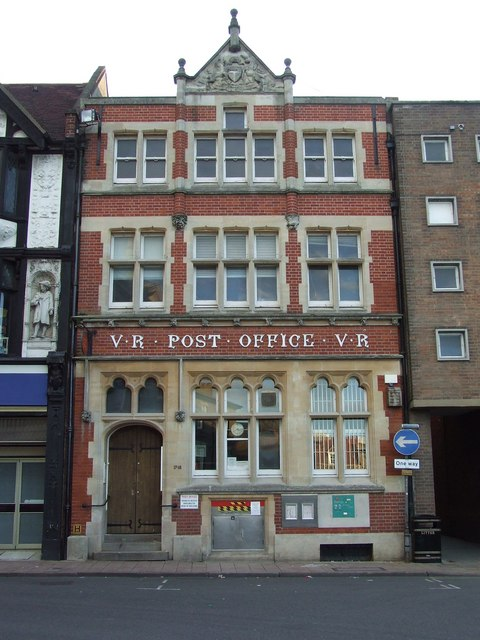
Городская почта
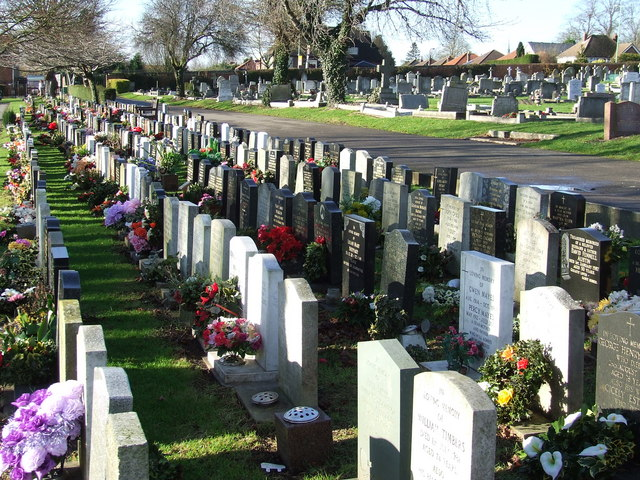
Кладбище
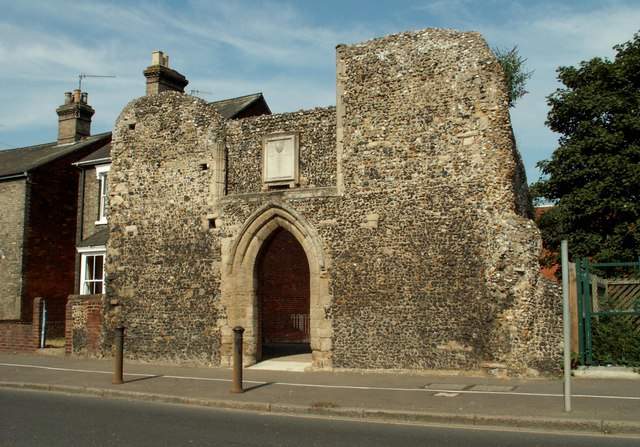
Руины госпиталя Св.Савура
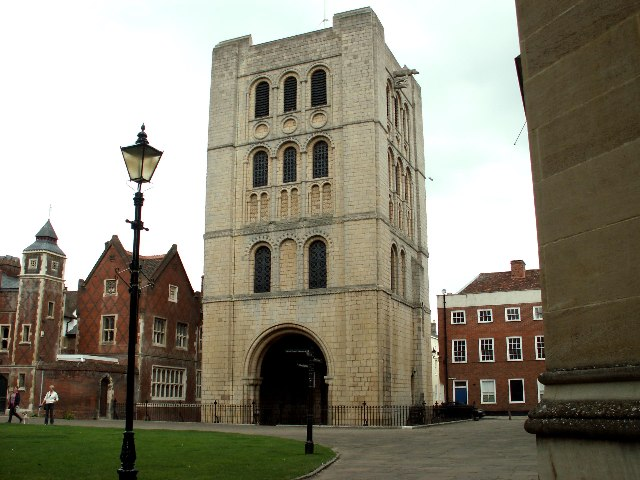
Северная башня